# Tennisverein
Ein Tennisverein (auch Tennisclub) ist ein Verein, dessen Ziel es ist, am Tennis begeisterten Menschen Zugang zu Spielflächen und Gleichgesinnten zu ermöglichen. Sie sind wie die meisten Sportvereine in Verbänden organisiert. Diese bieten den Vereinen die Teilnahmen an organisierten Wettbewerben in Form von Turnieren oder Ligabetrieb.
In Deutschland führten britische Urlauber das Lawn Tennis ein: Die ersten deutschen Tennisclubs entstanden in den Jahren 1876 in Bad Homburg vor der Höhe und 1881 in Baden-Baden. 
Schon im Juli 1874 baute Viscount Petersham mit dem Kolonialbeamten Herbert Hankey den ersten Tennisplatz auf dem europäischen Kontinent im Garten des Royal Victoria Hotel in Bad Homburg auf. In einer Notiz auf einer 1876 im Kurgarten von Bad Homburg aufgenommenen Fotografie wird dem Schotten Robert Anstruther zugeschrieben, das Tennisspiel nach Deutschland gebracht zu haben.
1881 gründete der anglikanische Pastor Thomas Starnes White in Baden-Baden den Baden-Baden Lawn Tennis Club. Der Deutsche Tennis Bund als Dachorganisation entstand 1902 und besteht heute aus 17 Landesverbänden, in denen rund 9000 Tennisvereine im ganzen Bundesgebiet zusammengeschlossen sind. Die Gesamtzahl der Mitglieder beträgt etwa 1,4 Millionen. 1911 wurde die Profiorganisation des Verbandes Deutscher Tennislehrer (VDT) gegründet. Die International Tennis Federation wurde 1913 gegründet. 
In Deutschland waren Anfang 2023 insgesamt rund 395.000 Kinder und Jugendliche Mitglied in einem Tennisverein.